# Ункурда
Ункурда (рос. Ункурда) — село у Нязепетровському районі Челябінської області Російської Федерації.
Входить до складу муніципального утворення Ункурдинське сільське поселення. Населення становить 1108 осіб (2010).

## Історія
Населений пункт розташований на історичних землях башкирів. Від 1923 року належить до Нязепетровського району Челябінської області.
Згідно із законом від 13 вересня 2004 року органом місцевого самоврядування є Ункурдинське сільське поселення.

## Населення
| 2002 | 2010  |
| ---- | ----- |
| 1565 | ↘1108 |